# Équipe du Chili de football à la Coupe du monde 2010
Cet article relate le parcours de l'équipe du Chili lors de la Coupe du monde de football 2010 organisée en Afrique du Sud du 11 juin au 11 juillet 2010.
Le Chili est battu en huitièmes de finale par l'équipe du Brésil 3 buts à 0. Le Chili avait passé le premier tour en finissant deuxième du groupe H derrière l'Espagne, avec deux victoires, et une défaite.

## Effectif
| Numéro / Nom       | Numéro / Nom     | Équipe                         | Sél. (but)      | Date de naissance | J.              |                 |                 |                 |                 |
| Gardiens de but    | Gardiens de but  | Gardiens de but                | Gardiens de but | Gardiens de but   | Gardiens de but | Gardiens de but | Gardiens de but | Gardiens de but | Gardiens de but |
| ------------------ | ---------------- | ------------------------------ | --------------- | ----------------- | --------------- | --------------- | --------------- | --------------- | --------------- |
| 1                  | Claudio Bravo    | Real Sociedad                  | 41 (0)          | 13 avril 1983     | 3               | 0               | 0               | 0               | 0               |
| 12                 | Miguel Pinto     | Universidad de Chile           | 13 (0)          | 4 juillet 1983    | 0               | 0               | 0               | 0               | 0               |
| 23                 | Luis Marín       | Unión Española                 | 2 (0)           | 18 mai 1983       | 0               | 0               | 0               | 0               | 0               |
| Défenseurs         |                  |                                |                 |                   |                 |                 |                 |                 |                 |
| 2                  | Ismael Fuentes   | Universidad Católica           | 25 (1)          | 4 août 1981       | 0               | 0               | 0               | 0               | 0               |
| 3                  | Waldo Ponce      | Universidad Católica           | 23 (2)          | 4 décembre 1982   | 3               | 0               | 2               | 0               | 0               |
| 4                  | Mauricio Isla    | Udinese Calcio                 | 10 (0)          | 12 juin 1988      | 3               | 0               | 0               | 0               | 0               |
| 5                  | Pablo Contreras  | PAOK Salonique                 | 49 (1)          | 11 septembre 1978 | 1               | 0               | 0               | 0               | 0               |
| 8                  | Arturo Vidal     | Bayer Leverkusen               | 21 (1)          | 22 mai 1987       | 3               | 0               | 0               | 0               | 0               |
| 17                 | Gary Medel       | Boca Juniors                   | 23 (3)          | 3 août 1987       | 3               | 0               | 2               | 0               | 0               |
| 18                 | Gonzalo Jara     | West Bromwich Albion           | 31 (3)          | 29 août 1985      | 3               | 0               | 0               | 0               | 0               |
| Milieux de terrain |                  |                                |                 |                   |                 |                 |                 |                 |                 |
| 6                  | Carlos Carmona   | Reggina Calcio                 | 18 (0)          | 21 février 1987   | 2               | 0               | 2               | 0               | 0               |
| 10                 | Jorge Valdivia   | Al Ain Club                    | 36 (4)          | 19 octobre 1983   | 3               | 0               | 1               | 0               | 0               |
| 13                 | Marco Estrada    | Montpellier Hérault Sport Club | 20 (1)          | 28 mai 1983       | 1               | 0               | 1               | 1               | 0               |
| 14                 | Matías Fernández | Sporting CP                    | 35 (7)          | 15 mai 1986       | 2               | 0               | 2               | 0               | 0               |
| 19                 | Gonzalo Fierro   | Flamengo                       | 16 (1)          | 21 mars 1983      | 0               | 0               | 0               | 0               | 0               |
| 20                 | Rodrigo Millar   | Colo-Colo                      | 19 (1)          | 3 novembre 1981   | 2               | 1               | 0               | 0               | 0               |
| 21                 | Rodrigo Tello    | Beşiktaş JK                    | 32 (2)          | 14 octobre 1979   | 0               | 0               | 0               | 0               | 0               |
| Attaquants         |                  |                                |                 |                   |                 |                 |                 |                 |                 |
| 7                  | Alexis Sánchez   | Udinese Calcio                 | 26 (8)          | 19 décembre 1988  | 3               | 0               | 0               | 0               | 0               |
| 9                  | Humberto Suazo   | Real Saragosse                 | 41 (17)         | 10 mai 1981       | 1               | 0               | 1               | 0               | 0               |
| 11                 | Mark González    | FK CSKA Moscou                 | 38 (3)          | 10 juillet 1984   | 3               | 1               | 0               | 0               | 0               |
| 15                 | Jean Beausejour  | Club América                   | 23 (1)          | 1er juin 1984     | 3               | 1               | 0               | 0               | 0               |
| 16                 | Fabián Orellana  | Xerez                          | 13 (2)          | 27 janvier 1986   | 1               | 0               | 0               | 0               | 0               |
| 22                 | Esteban Paredes  | Colo-Colo                      | 12 (5)          | 1er août 1980     | 2               | 0               | 0               | 0               | 0               |
| Sélectionneur      |                  |                                |                 |                   |                 |                 |                 |                 |                 |
|                    | Marcelo Bielsa   |                                |                 | 21 juillet 1955   |                 |                 |                 |                 |                 |
| Réserve            |                  |                                |                 |                   |                 |                 |                 |                 |                 |
|                    |                  | Pays inconnu                   |                 |                   |                 |                 |                 |                 |                 |
| Blessé             |                  |                                |                 |                   |                 |                 |                 |                 |                 |
| A                  |                  | Pays inconnu                   |                 |                   |                 |                 |                 |                 |                 |

 = capitaine --  Gardien de butDéfenseurMilieu de terrainAttaquantSélectionneur

## Qualifications
| Rang | Équipe    | Pts | J  | G  | N | P  | Bp | Bc | Diff |  | Résultats (▼ dom., ► ext.) |     |     |     |     |     |     |     |     |     |     |
| ---- | --------- | --- | -- | -- | - | -- | -- | -- | ---- |  | -------------------------- | --- | --- | --- | --- | --- | --- | --- | --- | --- | --- |
| 1    | Brésil    | 34  | 18 | 9  | 7 | 2  | 33 | 11 | +22  |  | Brésil                     |     | 4-2 | 2-1 | 0-0 | 2-1 | 5-0 | 0-0 | 0-0 | 0-0 | 3-0 |
| 2    | Chili     | 33  | 18 | 10 | 3 | 5  | 32 | 22 | +10  |  | Chili                      | 0-3 |     | 0-3 | 1-0 | 0-0 | 1-0 | 4-0 | 2-2 | 4-0 | 2-0 |
| 3    | Paraguay  | 33  | 18 | 10 | 3 | 5  | 24 | 16 | +8   |  | Paraguay                   | 2-0 | 0-2 |     | 1-0 | 1-0 | 5-1 | 0-2 | 2-0 | 1-0 | 1-0 |
| 4    | Argentine | 28  | 18 | 8  | 4 | 6  | 23 | 20 | +3   |  | Argentine                  | 1-3 | 2-0 | 1-1 |     | 2-1 | 1-1 | 1-0 | 4-0 | 3-0 | 2-1 |
| 5    | Uruguay   | 24  | 18 | 6  | 6 | 6  | 28 | 20 | +8   |  | Uruguay                    | 0-4 | 2-2 | 2-0 | 0-1 |     | 0-0 | 3-1 | 1-1 | 5-0 | 6-0 |
| 6    | Équateur  | 23  | 18 | 6  | 5 | 7  | 22 | 26 | -4   |  | Équateur                   | 1-1 | 1-0 | 1-1 | 2-0 | 1-2 |     | 0-0 | 0-1 | 3-1 | 5-1 |
| 7    | Colombie  | 23  | 18 | 6  | 5 | 7  | 14 | 18 | -4   |  | Colombie                   | 0-0 | 2-4 | 0-1 | 2-1 | 0-1 | 2-0 |     | 1-0 | 2-0 | 1-0 |
| 8    | Venezuela | 22  | 18 | 6  | 4 | 8  | 23 | 29 | -6   |  | Venezuela                  | 0-4 | 2-3 | 1-2 | 0-2 | 2-2 | 3-1 | 2-0 |     | 5-3 | 3-1 |
| 9    | Bolivie   | 15  | 18 | 4  | 3 | 11 | 22 | 36 | -14  |  | Bolivie                    | 2-1 | 0-2 | 4-2 | 6-1 | 2-2 | 1-3 | 0-1 | 0-0 |     | 3-0 |
| 10   | Pérou     | 13  | 18 | 3  | 4 | 11 | 11 | 34 | -23  |  | Pérou                      | 1-1 | 1-3 | 0-0 | 1-1 | 1-0 | 1-2 | 1-1 | 1-0 | 1-0 |     |

## Coupe du monde

### Premier tour - groupe H
| Rang | Équipe   | Pts | J | G | N | P | Bp | Bc | Diff |
| ---- | -------- | --- | - | - | - | - | -- | -- | ---- |
| 1    | Espagne  | 6   | 3 | 2 | 0 | 1 | 4  | 2  | +2   |
| 2    | Chili    | 6   | 3 | 2 | 0 | 1 | 3  | 2  | +1   |
| 3    | Suisse   | 4   | 3 | 1 | 1 | 1 | 1  | 1  | 0    |
| 4    | Honduras | 1   | 3 | 0 | 1 | 2 | 0  | 3  | -3   |

#### Honduras - Chili
| 16 juin 2010                      | Honduras | 0 – 1 | Chili                 | Mbombela Stadium, Nelspruit                         |                                                     |
| 13:30 · Historique des rencontres |          |       | Jean Beausejour (34e) | Spectateurs : 32 664 Arbitrage : Eddy Maillet (SEY) | Spectateurs : 32 664 Arbitrage : Eddy Maillet (SEY) |

#### Chili - Suisse
| 21 juin 2010                      | Chili               | 1 – 0 | Suisse | Nelson Mandela Bay Stadium, Port Elizabeth              |                                                         |
| 16:00 · Historique des rencontres | Mark González (75e) |       |        | Spectateurs : 34 872 Arbitrage : Khalil Al Ghamdi (KSA) | Spectateurs : 34 872 Arbitrage : Khalil Al Ghamdi (KSA) |

#### Chili - Espagne
| 25 juin 2010                      | Chili | 1 - 2 | Espagne | Loftus Versfeld Stadium, Pretoria |
| 20:30 · Historique des rencontres |       |       |         |                                   |

### Huitième de finale contre leBrésil
| 28 juin 2010                              | Brésil                                    | 3 - 0   | Chili | Ellis Park Stadium, Johannesbourg                                  |                                                                    |
| 20:30 (UTC+2) · Historique des rencontres | Juan 34e · Luís Fabiano 38e · Robinho 59e | (2 - 0) |       | Spectateurs : 54 096 · Arbitrage : Howard Webb · Photos du match · | Spectateurs : 54 096 · Arbitrage : Howard Webb · Photos du match · |
| 20:30 (UTC+2) · Historique des rencontres | Rapport                                   |         |       | Spectateurs : 54 096 · Arbitrage : Howard Webb · Photos du match · | Spectateurs : 54 096 · Arbitrage : Howard Webb · Photos du match · |